# 거두회담
거두회담(巨頭會談)은 2개국 또는 그 이상의 정부 최고 수뇌가 모여서 국제문제의 해결을 토의하는 것이다. 보통 미, 영, 프, 러 등의 수뇌회담을 말한다. 최초의 거두회담은 1943년 11월에 미, 영, 러 3거두가 모여 진행된 테헤란 회담이다. 가장 유명한 회담은 1955년 7월 18일부터 23일에 걸쳐 제네바에서 개최된 4거두 회담이 있다.